# Chokri El Ouaer
Chokri El Ouaer (* 15. August 1966 in Tunis, Tunesien) ist ein ehemaliger tunesischer Torwart. Er galt lange Zeit mit Ali Boumnijel in der Tunesischen Fußballnationalmannschaft als einer der „großen“ Torleute Tunesiens.

## Sportliche Laufbahn
Er spielte rund anderthalb Jahrzehnte bei Espérance Tunis, bevor er im Jahr 2001 einen kurzen Abstecher zum CFC Genua in Italien wagte. Nach seiner Rückkehr zu seinem Stammklub Anfang 2002 gab El Ouaer einige Zeit später seinen Abschied vom Profifußball bekannt.
Kurz vor der WM 2002 in Japan/Südkorea trat er aus der Nationalelf zurück, so dass er bei diesem Event sein Land nicht mehr vertrat. Vier Jahre zuvor nahm er an der Weltmeisterschaft in Frankreich teil und zählte zu den besten Torhütern des Turniers hinter Frankreichs Torwart Fabien Barthez.
Chokri El Ouaer stand in 97 Partien für Tunesien auf dem Feld. Sein Debüt gab er im August 1990.